# کاخات-خل
کاخات-خل (ترکی آذربایجانی: Kaxat-Xəl) یک منطقهٔ مسکونی در جمهوری آرتساخ است که در استان کاشاتاق واقع شده‌است.